# هجوم عفيف 2019
هجوم عفيف 2019 وقع في مايو من ذلك العام وكان محاولة من قبل القوة العسكرية للحوثيين للإضرار بالمصالح الاقتصادية للمملكة العربية السعودية، وتحديداً خط أنابيب النفط الخام شرق-غرب. وأطلق الحوثيون سبع طائرات مسيرة في الهجوم على محطة ضخ في عفيف الواقعة في منطقة الرياض الكبرى على بعد 250 ميلا من العاصمة. تقع الأهداف على بعد 800 كيلومتر شمال الحدود السعودية مع اليمن.
تمت الإشارة إلى الهجوم في تقرير صادر عن الأمين العام للأمم المتحدة أنطونيو غوتيريش في 9 يونيو 2020 كجزء من واجبات حظر الأسلحة على إيران تجاه مجلس الأمن الدولي.